# エミル・ハルフレドソン
エミル・ハルフレドソン（Emil Hallfreðsson 、1984年6月29日 - ）は、アイスランド・ハフナルフィヨルズゥル出身の元プロサッカー選手。元アイスランド代表。現役時代のポジションは、ミッドフィールダー。

## 経歴

### クラブ
FHハフナルフィヨルズゥルでプレーしていた2004年8月、フランク・アルネセンSDの目にとまりトッテナム・ホットスパーFCに移籍。同時期にはアンディ・リードとレト・ツィークラーもトッテナムに加わったが、3人とも2007年までにチームを去った。リザーブチームではレギュラーを務め、2005-06シーズンのリザーブリーグ優勝に貢献した。2006年1月、スウェーデンのマルメFFにレンタル移籍。レンタル復帰後もトップチームでの出番はなく、2007年7月にノルウェーのFKリンに完全移籍で放出された。
2007年7月、セリエAのレッジーナ・カルチョに移籍。2009年8月、フットボールリーグ・チャンピオンシップのバーンズリーFCにレンタル移籍。 
2010年8月、エラス・ヴェローナFCにレンタル移籍。ヴェローナではレギュラーに定着しチームのセリエB昇格に貢献した。2011年6月、ヴェローナへ完全移籍。
2016年1月、ウディネーゼ・カルチョに移籍。
2018年7月、フロジノーネ・カルチョに移籍。
2019年1月22日にフロジノーネ・カルチョとの契約を双方合意で解除した。解除後、新たに契約してくれるクラブが現れなかったため、無所属となった。
無所属状態が約一か月続いた同年3月1日に、以前所属していた古巣のウディネーゼ・カルチョにシーズン終了までの短期契約を結んだ。
2020年1月4日、カルチョ・パドヴァにシーズン終了までの契約で移籍。
2021年10月6日、ヴィルトゥス・ヴェローナに1年契約で移籍。

### 代表
UEFA EURO 2016のメンバーに選ばれた。

## 代表歴

### 出場大会
- アイスランド代表
  - 2018 FIFAワールドカップ

### 試合数
- 国際Aマッチ 74試合 1得点（2005年-2020年）[11]

| アイスランド代表 | 国際Aマッチ | 国際Aマッチ |
| 年               | 出場        | 得点        |
| ---------------- | ----------- | ----------- |
| 2005             | 1           | 0           |
| 2006             | 3           | 0           |
| 2007             | 9           | 1           |
| 2008             | 8           | 0           |
| 2009             | 7           | 0           |
| 2010             | 1           | 0           |
| 2011             | 0           | 0           |
| 2012             | 6           | 0           |
| 2013             | 5           | 0           |
| 2014             | 7           | 0           |
| 2015             | 4           | 0           |
| 2016             | 6           | 0           |
| 2017             | 5           | 0           |
| 2018             | 6           | 0           |
| 2019             | 4           | 0           |
| 2020             | 2           | 0           |
| 通算             | 74          | 1           |

### 得点
2007年9月8日現在
| No | 開催日       | 会場                   | 対戦国   | スコア | 結果 | 試合概要           |
| -- | ------------ | ---------------------- | -------- | ------ | ---- | ------------------ |
| 1. | 2007年9月8日 | ラウガルタルスヴェルル | スペイン | 1–0    | 1–1  | UEFA EURO 2008予選 |